# Крамер, Эдит

Эдит Крамер

Эдит Крамер (нем. Edith Kramer; 29 августа 1916, Вена — 22 февраля 2014, Грундльзе) — австро-американская художница, наряду с Маргарет Наумбург (1890—1983) считается пионеркой арт-терапии.

## Биография
Крамер родилась в Вене в 1916 году. Племянница поэта Теодора Крамера (1897—1958) и актрисы Элизабет Нойманн-Вертель (1900–1994).
В 13 лет Крамер начала заниматься искусством с Фридл Дикер (1898—1944). Эдит изучала рисунок, скульптуру и живопись. Находилась под влиянием учебного курса, разработанного Иоганнесом Иттеном. В 1934 году после окончания Realgymnasium Крамер, ей тогда исполнилось 18 лет, последовала за Дикер в Прагу, чтобы продолжить обучение под её руководством.
В 1938 году переехала в США, таким образом избежав Холокоста. В Нью-Йорке она три года работала преподавательницей скульптуры в прогрессивной школе Little Red School House.
Разделяла семейный интерес к теории психоанализа.
В 1958 году опубликовала книгу «Арт-терапия в детском сообществе» (Art Therapy in a Children’s Community). В 1976 году участвовала в разработке курса по теме для Нью-Йоркского университета.
В последние годы жизни проживала в Австрии. Она умерла в 2014 году.